# Tundla Railway Colony
Tundla Railway Colony es  una ciudad censal situado en el distrito de Firozabad en el estado de Uttar Pradesh (India). Su población es de 7404 habitantes (2011). 

## Demografía
Según el  censo de 2011 la población de Tundla Railway Colony era de 7404 habitantes, de los cuales 3960 eran hombres y 3444 eran mujeres. Tundla Railway Colony tiene una tasa media de alfabetización del 88,46%, superior a la media estatal del 67,68%: la alfabetización masculina es del 95,23%, y la alfabetización femenina del 80,74%.